# Albert Marshman Palmer
Albert Marshman Palmer noto come A. M. Palmer (North Stonington, 1838 – 1905) è stato un direttore teatrale, manager e impresario teatrale statunitense.

## Biografia

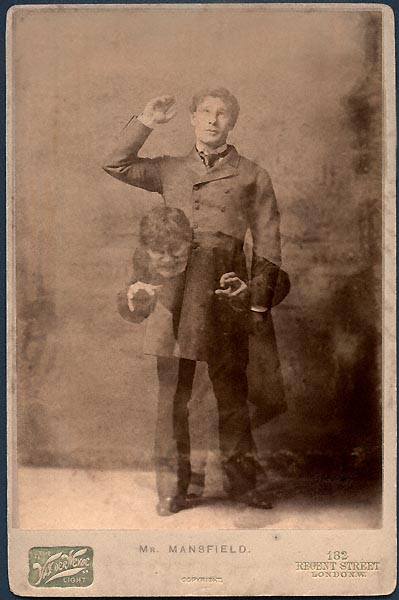
Mansfield che interpreta Lo strano caso del dottor Jekyll e del signor Hyde (1887)

Albert Marshman Palmer nacque a North Stonington nel 1838,figlio di Albert Gallatin Palmer, pastore, nato l'11 maggio 1813, ordinato religioso nel 1834 e predicatore, per quasi tutta la sua vita ministeriale, per la chiesa battista nel distretto di Stonington. Oltre a un gran numero di sermoni pubblicati, Albert Gallatin Palmer fu autore di un Discorso storico (centenario) (Historical (Centennial) Discourse, 1872), di numerose poesie e del volume Salmi di fede e canzoni di vita (Psalms of Faith and Songs of Life, 1884).
Albert Marshman Palmer studiò giurisprudenza all'Università di New York, laureandosi nel 1860, dopo di che lavorò come bibliotecario presso la Mercantile Library, a New York, dal 1869 al 1872, e poi per dieci anni gestì l'Union Square Theatre.
Dopo aver viaggiato in Europa, tornò a New York nel 1884 per occuparsi del Madison Square Theatre e successivamente anche del Palmer's Theatre a Broadway. Richard Mansfield recitò per un certo periodo sotto la sua direzione, così come Clara Morris e molti altri personaggi importanti del palcoscenico.
Come organizzatore teatrale ebbe il merito di diffondere le opere teatrali a grandi masse di pubblico, grazie a testi facili e corrivi, come Le due orfanelle (1874), rappresentati con pregevole gusto all'Union Square Theatre.
Le sue compagnie realizzarono le opere teatrali Jim the Penman, Saints and Sinners, A Pair of Spectacles e Elaine, che diventarono note in tutto il paese.
Al Madison Square Theatre diresse le rappresentazioni di Anselma (1885), Dr. Jekyll and Mr. Hide (1887), Partners (1888), Beau Brummell (1890), Alabama (1891), lady Windermere's Fan (1893), New Blood (1894), Trilby (1895), His Absent Boy (1896).
Tra i commediografi che ha lanciato si possono menzionare Bronson Howard, Augustus Thomas, G. F. Rowe, Steele MacKaye, William Dean Howells e Brander Matthews.
Gli studi in giurisprudenza risultarono utili quando, già conosciutissimo impresario teatrale, si impegnò perché fosse perfezionata in America la legge sui diritti d'autore.
Per quattordici anni, Albert Marshman Palmer fu il presidente dell'Actors' Fund of America, fondato nel 1882.